# Satteins
Satteins är en ort och kommun i distriktet Feldkirch i förbundslandet Vorarlberg i Österrike.